# Linia kolejowa nr 345
Linia kolejowa nr 345 rozpoczyna swój bieg na stacji Opole Wschodnie, natomiast jej koniec umiejscowiony jest na towarowej stacji Opole Port. Jest to linia jednotorowa, o szerokości torów 1435 mm, niezelektryfikowana. 